# الجمعية الطبية العالمية
الجمعية الطبية العالمية ( WMA ): هي اتحاد دولي ومستقل للجمعيات الطبية المهنية المجانية التي تمثل الأطباء في جميع أنحاء العالم.
تأسست لجمعية الطبية العالمية رسميًا في 18 سبتمبر 1947م  ،واعتبارا من عام 2022م نمت لتصبح114 جمعية طبية وطنية مع 1467 عضوًا مشاركًا بما في ذلك الأطباء المبتدئين وطلاب الطب   ،وأكثر من 10 مليون طبيب.
وتقيم لجمعية الطبية العالمية علاقات رسمية مع منظمة الصحة العالمية (WHO) وتسعى إلى التعاون الوثيق مع المقرر الخاص للأمم المتحدة المعني بالحقِ في الصحة البدنية والعقلية.

## تاريخ الجمعية
تأسست الجمعية الطبية العالمية في 18 سبتمبر 1947م عندما اجتمع أطباء من 27 دولة مختلفة في الجمعية العامة الأولى للجمعية الطبية العالمية في باريس.
تأسست هذه المُنظمة مِن فِكرة وُلدت في بيت الجمعية الطبية البريطانية عام 1945م ضِمن اجتماع نُظم في لندن لبدء خُطط لإنشاء منظمة طبية دولية تحلُ محل الجمعية المهنية الدولية للأطباء والتي علقت أنشطتها بسبب الحرب العالمية الثانية . 
ومِن أجلِ تسهيل الدعمِ المالي من الإتحادات الأعضاء أُنشأ المجلس التنفيذي المعروف باسمِ (المجلس) في عامِ 1948م أمانة الجمعية العالمية الطبية في مدينة نيويورك ،من أجل توفير اتصال وثيق مع الأمم المتحدة ووكالاتها المختلفة.
ظلت أمانة الجمعية الطبية العالمية في مدينة نيويورك حتى عام 1974م ،ولأسباب اقتصادية ومن أجل العمل في محيط المنظمات الدولية التي يوجد مقرها في جنيف (منظمة الصحة العالمية، منظمة العمل الدولية، ICN، ISSA، إلخ.) تم نقلها إلى موقعها الحالي في فيرني فولتير ، فرنسا . اجتمع أعضاء الجمعية الطبية العالمية في اجتماع سنوي والذي أطلق عليه منذ عام 1962 اسم "الجمعية الطبية العالمية".[بحاجة لمصدر]</link>
مُنذ بدايتها أبدت الجمعيةُ الطبية العالمية اهتمامًا بحالةِ أخلاقيات الطب بشكل عام وفي جميعِ أنحاءِ العالم، وعملت على صياغة حديثة لقسمِ أبقراط القديم ،والذي تم إرسالهُ للنظرِ فيهِ في الجمعية العامة الثانية في جنيف عام 1948م. وتم اعتمادُ التعهد الطبي ووافقت الجمعية على تسميته " إعلان جنيف ". كما ورد في نفسِ الجمعية العامة الثانية تقرير عن "جرائم الحرب والطب". وقد دفع هذا المجلس إلى تعيينِ لجنة دراسة أُخرى لإعداد مدونة دولية لأخلاقيات مهنة الطب ، والتي تم اعتمادها في عام 1949 من قبل الجمعية العامة الثالثة بعد مناقشات مستفيضة.[بحاجة لمصدر]</link>

## الحكم

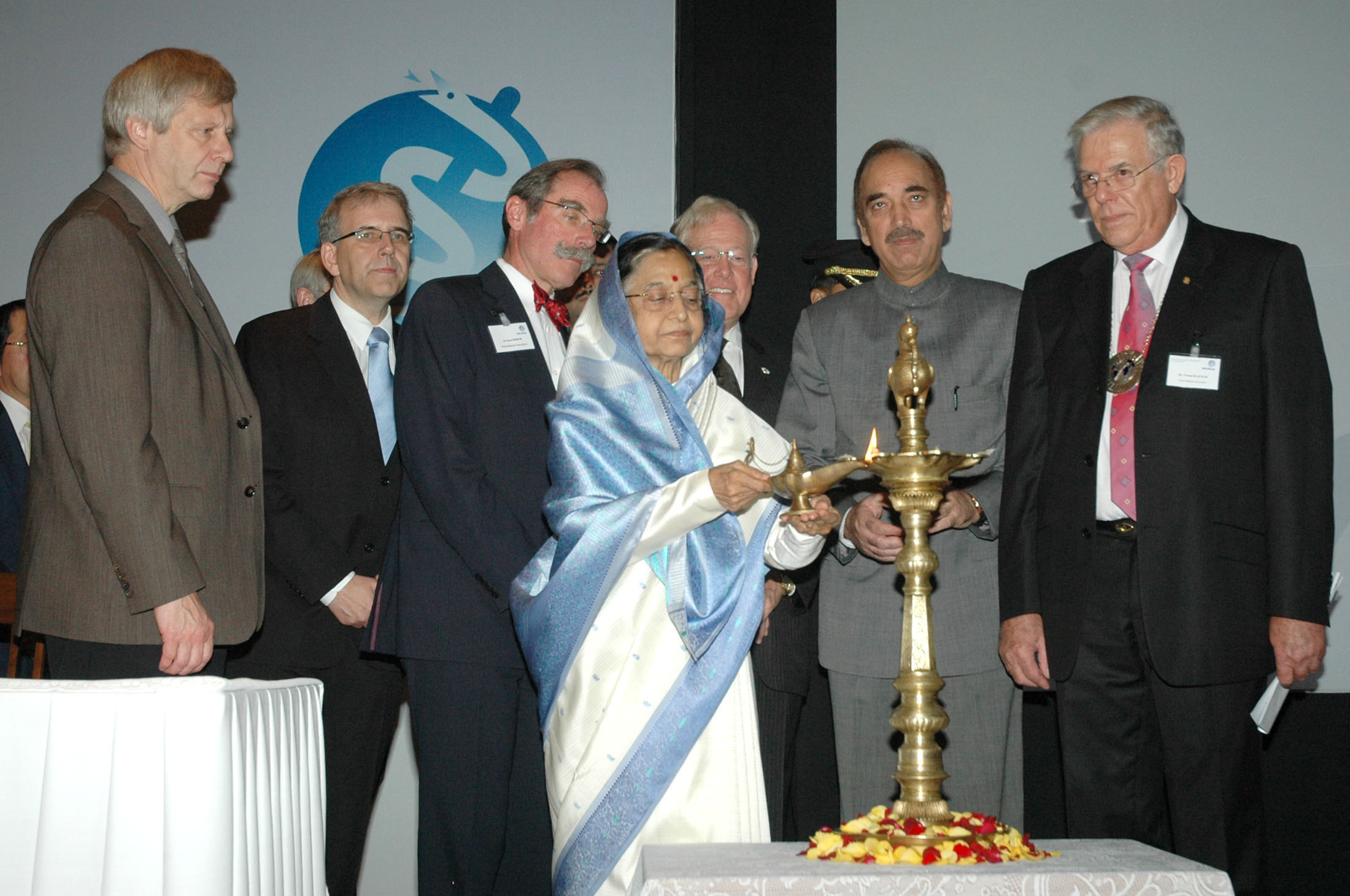
رئيس الهند ، Smt. براتيبها ديفيسينغ باتيل تضيء المصباح لافتتاح الجمعية العامة للجمعية الطبية العالمية، في نيودلهي في 16 أكتوبر 2009

### الجمعية العامة
الهيئة الرئيسية لصنع القرار في الجمعية الطبية العالمية هي الجمعية العامة و التي تجتمع سنويًا وتتكون من وفود من الاتحادات الأعضاء الوطنية ومسؤولي وأعضاء مجلس الجمعية الطبية العالمية وممثلي الأعضاء المنتسبين (الأعضاء المنتسبون هم أطباء فرديون). الذين يرغبون في الانضمام إلى الجمعية الطبية العالمية).[بحاجة لمصدر]</link>

### المجلس
يختار الجمعية مجلس الجمعية الطبية العالمية كل عامين مع ممثلي من كل من مناطق الجمعية الطبية العالمية الستة، وهي أفريقيا وآسيا وأوروبا وأمريكا اللاتينية وأمريکا الشمالية والمحيط الهادئ. كما تختار رئيس الجمعية الطبية العالمية سنوياً ،وهو رئيس الجمعية الطبية العالمية في الحفلات الرسمية. الرئيس والرئيس المنتخب والرئيس السابق الفوري يشكلون مجلس الأعضاء المتاح للتحدث نيابة عن لجمعية الطبية العالمية ويمثله رسميا.  [بحاجة لمصدر]
كل عامين ينتخبُ مجلس الجمعية الطبية العالمية باستثناء هيئة الرئاسة رئيسًا يكون هو الرئيس السياسي للمُنظمة. بصفته الرئيس التنفيذي للوحدات التشغيلية للجمعية الطبية العالمية ، يعمل الأمين العام بدوام كامل في الأمانة العامة ويتم تعيينه من قبل مجلس الجمعية الطبية العالمية.

## سكرتارية
تقعُ أمانة الجمعيةِ الطبية العالمية في فيرني فولتير ، فرنسا ، بالقرب من جنيف . منذُ عام 2005م أوتمار كلويبر هو الأمين العام.[بحاجة لمصدر]</link>

## اللغات الرسمية
الإنجليزية ،والفرنسية ،والإسبانية هي اللغاتُ الرسمية للجمعيةِ منذُ إنشائها. 

## العضوية
لدى لجمعية الطبية العالمية فئات العضوية التالية:
- العضوية التأسيسية : تنطبق بشكل أساسي على الأعضاء الذين هم عادةً جمعيات وطنية للأطباء من مختلف دول العالم (أحيانًا تسمى هذه المنظمات الجمعيات الطبية الوطنية). [7] تمثل هذه الجمعيات على نطاق واسع الأطباء في بلدهم بحكم عضويتهم. وهي تتراوح من الغرف إلى الأوامر، ومن الكليات إلى الجمعيات الخاصة. وبعض هذه المنظمات عضوية إلزامية وبعضها نقابات عمالية.
- العضوية المنتسبة : تنطبق على الأطباء الأفراد الذين يرغبون في الانضمام إلى الجمعية الطبية العالمية والذين لديهم حق التصويت في الاجتماع السنوي للأعضاء المنتسبين وحق المشاركة في الجمعية العمومية من خلال الممثلين المختارين للأعضاء المنتسبين.

## الخلافات
خلالَ الجمعيةِ العامة للجمعية الطبية العالمية في ريكيافيك في أوائل أكتوبر 2018م ، ذكر أعضاءُ الجمعية الطبية الكندية أن أجزاء من خطابِ رئيس الجمعية الطبية العالمية القادم ليونيد إيدلمان قد تم سرقتهُ من خطابٍ ألقاه في عامِ 2014م كريس سيمبسون (طبيب القلب) الذي كان آنذاك رئيس هيئة أسواق المال. أخبر الرئيس الحالي جيجي أوسلر المجموعة أن جزءًا من الخطاب "منسوخ كلمة بكلمة" من خطابِ سيمبسون. وأضافت في بيان: "تم أيضًا نسخُ أجزاء أخرى متعددة من الخطابِ من مواقع ويب ومدونات ومقالات إخبارية مختلفة، دون إسنادها بشكل مناسب إلى المؤلفين". ولم يكن الاقتراحُ الذي قدمتهُ كندا في الجمعيةِ لدعوة إيدلمان للاستقالة ناجحاً.  وفي 6 أكتوبر/تشرين الأول استقالت هيئة أسواق المال؛ ذكر بيانهم الصحفي أن القرار تم اتخاذهُ لأن لجمعية الطبية العالمية لم تكن تلتزمُ بالمعايير الأخلاقية. 
في رسالةٍ بالبريد الإلكتروني إلى الصحافةِ الكندية ، قال المتحدثُ باسم الجمعيةِ الطبية العالمية نايجل دنكان أن خطاب إيدلمان كتبه آخرون وأنه لا يعلم أنه قد يحتوي على سرقة أدبية.  كما قال مصدر في الجمعيةِ الطبية العالمية للصحافة الكندية أن إيدلمان اعتذر في الجمعيةِ العامة بعد مغادرة المندوبين الكنديين. لقد "أقر بأن جزءًا من خطابهِ مأخوذ من سيمبسون" ، ومعظم المندوبين "قبلوا اعتذاره" عنِ الخطأ.  

## أنظر أيضا
- مجلس المنظمات الدولية للعلوم الطبية (CIOMS)
- إعلان جنيف
- إعلان هلسنكي
- إعلان طوكيو . مبادئ توجيهية للأطباء بشأن التعذيب وغيره من ضروب المعاملة أو العقوبة القاسية أو اللاإنسانية أو المهينة فيما يتعلق بالاحتجاز والسجن
- المدونة الدولية لأخلاقيات الطب
- اللجنة الدائمة للأطباء الأوروبيين
- التحالف العالمي للمهن الصحية (WHPA)
- منظمة الصحة العالمية

## روابط خارجية
- الموقع الرسمي